# Europe (province romaine)
Pour les articles homonymes, voir Europa et Europe (homonymie).

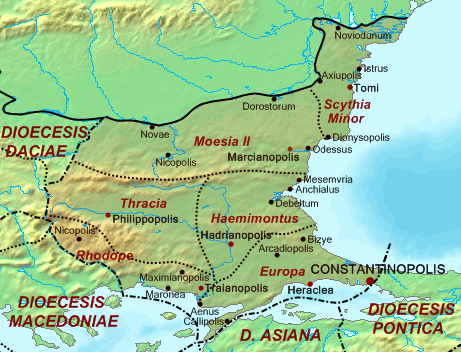
Carte du diocèse romain de Thrace après la réorganisation de Dioclétien.

La province d’Europe,, ou, simplement, l’Europe (en latin, Europa) était le nom d'une province romaine créée en 294, lors de la réorganisation de Dioclétien, située dans la Thrace orientale. Europa correspond à peu près à la partie européenne de l’actuelle Turquie.

## Géographie
Elle s’étendait de la partie sud-orientale de la côte de Thrace jusqu’au Pont-Euxin (ancien nom de la mer Noire), le long de la côte nord de la Propontide (ancien nom de la mer de Marmara).

### Villes
L’ancienne cité de Constantinople (aujourd’hui la partie occidentale d’Istanbul sur le Bosphore) était sa capitale.
Elle comprenait également la Chersonèse de Thrace (sur la Péninsule de Gallipoli au nord du détroit des Dardanelles), avec la cité de Callipolis (nom latinisé de la cité thrace de Kallipolis, aujourd’hui la ville turque de Gelibolu face à l'entrée nord du détroit), et les anciennes cités grecques de Elæus (nom latinisé de la colonie ionnienne d’Elaious en grec ancien, connue en français comme Éléonte, face à l'entrée sud du détroit), Madytus ou Madyta (nom latinisé de l'ancienne colonie éolienne de Madytos en grec ancien,  Maydos ou Maitos en grec moderne, aujourd’hui la ville turque d’Eceabat), Sestus (nom latinisé de l’ancienne cité thrace de Sestos, aujourd’hui un site archéologique au nord-est d’Eceabat), la colonie grecque d’Agora (aujourd’hui un site archéologique au sud du village turc de Bolayır à Gelibolu), Cardia (nom latinisé de l'ancienne colonie ionienne de Kardia en grec, également connue sous le nom de Cardie en français, aujourd’hui un site archéologique sur la rive sud du golfe de Saros au nord du village turc de Bolayır) et Pactya (ou Pactye).
Les autres cités importantes au bord de la mer de Marmara étaient l'ancienne colonie grecque de Bisanthe (dont le nom est sans doute de même origine que Byzance toute proche, Bisanthe est devenue plus tard Rodosto en turc ou Rhaidestos en grec sous l'empire ottoman, aujourd’hui la ville turque de Tekirdağ), et Héraclée (Périnthe dans l'ancien royaume thrace, puis Heraclea en latin dans les empires romains et byzantins, aujourd’hui la ville turque de Marmara Ereğli).

### Frontières et provinces romaines voisines
Elle était limitée au nord par une ligne terrestre commençant au nord de la ville d’Ænus (ou Enos, l′ancienne cité thrace de Poltyobria, aujourd’hui la ville turque d′Enez), passant au nord de la cité d’Arcadiopolis (aujourd’hui la ville turque de Lüleburgaz) et se terminant au nord de Bizye (probable ancienne capitale d'un ancien royaume de Thrace avant la conquête romaine, aujourd’hui la ville turque de Vize) qui la séparait du sud-ouest de la province d’Hæmimontus (ou Hémimont).
À l’ouest, elle était limitée par la province de Rhodope (Rhodopa), et le golfe de Saros (golfe Mélas) en mer Égée.
Bien qu'ayant fait partie de la Thrace, avant de devenir une colonie athénienne, l'île d'Imbros (à l'ouest de la péninsule de Gallipoli en mer Égée) n'était pas dans l'ancienne province province romaine d'Europa. Elle fut intégrée par Dioclétien dans l'empire romain avec la partie orientale de l'ancien royaume de Macédoine dans la province romaine de Macedonia Prima (dont la capitale était Thessalonique).
Au sud, elle était limitée au sud-ouest par l’Hellespont (à l'est de la mer Égée et à l'entrée sud-ouest du détroit des Dardanelles), puis au sud par la côte septentrionale de la Propontide (laissant les îles des Dardanelles en Asie (province du diocèse Asien, à l'ouest de l'actuelle Anatolie), et au sud-est par la Bythinie (province du diocèse du Pont, au nord de l'actuelle Anatolie) et le détroit du Bosphore (à l'est de l'ancienne Constantinople).

## Histoire

### Dans l’Empire romain
- Villes : Saranta Ekklisies (quarante églises, Kırklareli (Bulgarie)), Sélymbrie (Eudoxiopolis, Silivri), Bisante/Bisanthi/Bysanthe (Rodosto/Ρωδόστο, Tekirdağ), Callipolis (Gelibolu), Arkadioúpolis (Lüleburgaz)...

### À la fin de l’Empire ottoman
Aujourd’hui, l’ancienne Thrace est devenue une région géographique partagée par la Grèce, la Bulgarie et la Turquie. À la fin de l'Empire ottoman, cette région européenne ne comprenait plus que la Thrace occidentale (avant sa session au royaume de Bulgarie puis plus tard sa cession partielle au sud à la Grèce en 1919), la Thrace orientale (dont fait partie l'ancienne province romaine d'Europa, encore partie de l'Empire ottoman avant la cession partielle du nord au royaume de Bulgarie lors de son indépendance en 1877) et les îles thraces gréco-macédoniennes en mer Égée (avant l'indépendance du royaume de Grèce en 1832).

### Aujourd’hui en Turquie
Dans l’actuelle Turquie, l’ancienne province romaine d’Europa est découpée en cinq provinces de la région de Marmara : Edirne, Tekirdag, Kırklareli et les parties européennes des provinces d’Istanbul et de Çanakkale.
Cette dernière province de Çanakkale comprend aussi l’île d’Imbros (İmroz en turc, devenue aujourd’hui Gökçeada) : située du côté européen, c’est aujourd’hui la plus grande île de Turquie, c’est aussi la dernière grande île thrace et ancienne île gréco-macédonienne en mer Égée qui n’a pas été intégrée à la Grèce après son indépendance de l’ancien Empire ottoman en 1832 : bien qu’elle fût temporairement cédée à la fin de la Première Guerre mondiale à la Grèce lors du démantèlement de l’Empire ottoman (en même temps que la Thrace orientale et l’ouest de l’Anatolie, puis plus tard la Thrace occidentale cédée par la Bulgarie), l’île d’Imbros a été rétrocédée par la Grèce à la nouvelle République turque avec la Thrace orientale et la région de Smyrne (aujourd’hui Izmir).